# Frans van Brunswijk-Lüneburg
Frans van Brunswijk-Lüneburg (Uelzen, 23 november 1508 - Gifhorn, 23 november 1549) was van 1536 tot 1539 samen met zijn broer Ernst I hertog van Brunswijk-Lüneburg en van 1539 tot aan zijn dood hertog van Brunswijk-Gifhorn. Hij behoorde tot het huis Welfen.

## Levensloop
Frans was de derde zoon van hertog Hendrik I van Brunswijk-Lüneburg en Margaretha van Saksen, dochter van keurvorst Ernst van Saksen. Zijn vader had gepland dat Frans bisschop van Hildesheim zou worden, maar dat ging door de moeilijke politieke situatie niet door.
Nadat zijn vader in 1520 wegens een conflict met keizer Karel V aftrad als hertog van Brunswijk-Lüneburg en in ballingschap ging naar Parijs, namen zijn twee oudere broers Otto en Ernst I de regering van het diep in de schulden zittende hertogdom over. Omdat Frans te jong was, werd hij nog niet bij de regering betrokken.
Zijn twee oudere broers beslisten dat Frans een professionele opleiding moest volgen en daarom werd hij op 16-jarige leeftijd naar de Universiteit van Wittenberg gestuurd. Nadat hij in 1526 volwassen was geworden, bleef Frans tot in 1536 aan het hof van de keurvorst van Saksen wonen. Hier geraakte hij onder de indruk van het extravagante hofleven dat bestond uit jagen, reizen en feesten.
Op bevel van zijn broer Ernst keerde Frans in 1536 terug naar Brunswijk-Lüneburg, waarna beide broers het hertogdom gezamenlijk gingen regeren. Hij toonde echter geen enkele interesse in de koninklijke verantwoordelijkheden die van hem verwacht werden en ook de relatief bescheiden levensstandaard in zijn residentie in Celle beviel hem niet. Frans kreeg hierdoor meer en meer interesse in een eigen hertogdom en pleitte tegenover zijn broer Ernst voor een verdeling van hun gezamenlijke domeinen.
Frans vroeg het volledige oostelijke deel van Brunswijk-Lüneburg, maar dat was voor Ernst onaanvaardbaar wegens de hoge schulden waarin het hertogdom verwikkeld was. Hierdoor kreeg hij in 1539 enkel de districten Gifhorn, Fallersleben en Hankensbüttel als eigen regeringsgebied toegewezen. Deze districten vormden het hertogdom Brunswijk-Gifhorn, een weinig belangrijke staat binnen het Heilige Roomse Rijk. Het was een klein hertogdom dat gemakkelijk te besturen was en waarbij Frans zijn vorstelijke verantwoordelijkheidsplichten ongehinderd kon uitoefenen. Hij ging resideren in het kasteel van Gifhorn en leidde er een opzichtig hofleven. Ook bouwde hij het kasteel van Fallersleben als vorstelijk landgoed.
Net zoals zijn broer Ernst behoorde Frans tot de alliantie van protestantse vorsten die op de Rijksdag van Spiers van 1529 een petitie indienden. Ook behoorden beide broers tot het Schmalkaldisch Verbond, die de ideeën van Maarten Luther ondersteunde. Als hertog van Brunswijk-Gifhorn introduceerde hij eveneens de Reformatie in zijn domeinen. In 1546 vocht Frans mee in de Schmalkaldische Oorlog.
In 1549 stierf Frans op zijn 41ste verjaardag. Zijn doodsoorzaak lag aan een infectie aan zijn voet die niet genas en zelfs een amputatie kon zijn leven niet meer redden. Hij werd bijgezet in de kapel van het kasteel van Gifhorn. Omdat hij geen zonen had, ging het hertogdom Brunswijk-Gifhorn terug naar Brunswijk-Lüneburg.

## Huwelijk en nakomelingen
In 1547 huwde Frans in Ratzeburg met Clara (1518-1576), dochter van hertog Magnus I van Saksen-Lauenburg. Ze kregen twee dochters:
- Catharina (1548-1565), huwde in 1564 met burggraaf Hendrik VI van Plauen.
- Clara (1550-1598), huwde in 1565 met vorst Bernhard VII van Anhalt en in 1572 met hertog Bogislaw XIII van Pommeren.

## Voorouders
| Overgrootouders                          | Frederik II van Brunswijk-Lüneburg (1418-1478) ∞ Magdalena van Brandenburg (1412-1454) | Frederik II van Brunswijk-Lüneburg (1418-1478) ∞ Magdalena van Brandenburg (1412-1454) | Johan IV van Nassau-Dietz (1410-1475) x 1440 Maria van Loon-Heinsberg (1426-1502)   | Johan IV van Nassau-Dietz (1410-1475) x 1440 Maria van Loon-Heinsberg (1426-1502)   | Frederik II van Saksen (1412–1464) ∞ Margaretha van Oostenrijk (1416-1486)       | Frederik II van Saksen (1412–1464) ∞ Margaretha van Oostenrijk (1416-1486)       | Albrecht III van Beieren (1401-1460) ∞ Anna van Brunswijk-Grubenhagen (1415-1474) | Albrecht III van Beieren (1401-1460) ∞ Anna van Brunswijk-Grubenhagen (1415-1474) | Albrecht III van Beieren (1401-1460) ∞ Anna van Brunswijk-Grubenhagen (1415-1474) | Albrecht III van Beieren (1401-1460) ∞ Anna van Brunswijk-Grubenhagen (1415-1474) |
| Grootouders                              | Otto II van Brunswijk-Lüneburg (1439-1471) ∞ Anna van Nassau-Dillenburg (1441-1513)    | Otto II van Brunswijk-Lüneburg (1439-1471) ∞ Anna van Nassau-Dillenburg (1441-1513)    | Otto II van Brunswijk-Lüneburg (1439-1471) ∞ Anna van Nassau-Dillenburg (1441-1513) | Otto II van Brunswijk-Lüneburg (1439-1471) ∞ Anna van Nassau-Dillenburg (1441-1513) | Ernst van Saksen (1431–1468) ∞ Elisabeth van Beieren (1443-1484)                 | Ernst van Saksen (1431–1468) ∞ Elisabeth van Beieren (1443-1484)                 | Ernst van Saksen (1431–1468) ∞ Elisabeth van Beieren (1443-1484)                  | Ernst van Saksen (1431–1468) ∞ Elisabeth van Beieren (1443-1484)                  |                                                                                   |                                                                                   |
| Ouders                                   | Hendrik I van Brunswijk-Lüneburg (1468-1532) ∞ Margaretha van Saksen (1469-1528)       | Hendrik I van Brunswijk-Lüneburg (1468-1532) ∞ Margaretha van Saksen (1469-1528)       | Hendrik I van Brunswijk-Lüneburg (1468-1532) ∞ Margaretha van Saksen (1469-1528)    | Hendrik I van Brunswijk-Lüneburg (1468-1532) ∞ Margaretha van Saksen (1469-1528)    | Hendrik I van Brunswijk-Lüneburg (1468-1532) ∞ Margaretha van Saksen (1469-1528) | Hendrik I van Brunswijk-Lüneburg (1468-1532) ∞ Margaretha van Saksen (1469-1528) | Hendrik I van Brunswijk-Lüneburg (1468-1532) ∞ Margaretha van Saksen (1469-1528)  | Hendrik I van Brunswijk-Lüneburg (1468-1532) ∞ Margaretha van Saksen (1469-1528)  |                                                                                   |                                                                                   |
| Frans van Brunswijk-Lüneburg (1508-1549) |                                                                                        |                                                                                        |                                                                                     |                                                                                     |                                                                                  |                                                                                  |                                                                                   |                                                                                   |                                                                                   |                                                                                   |